# Dolmen von Rascassols

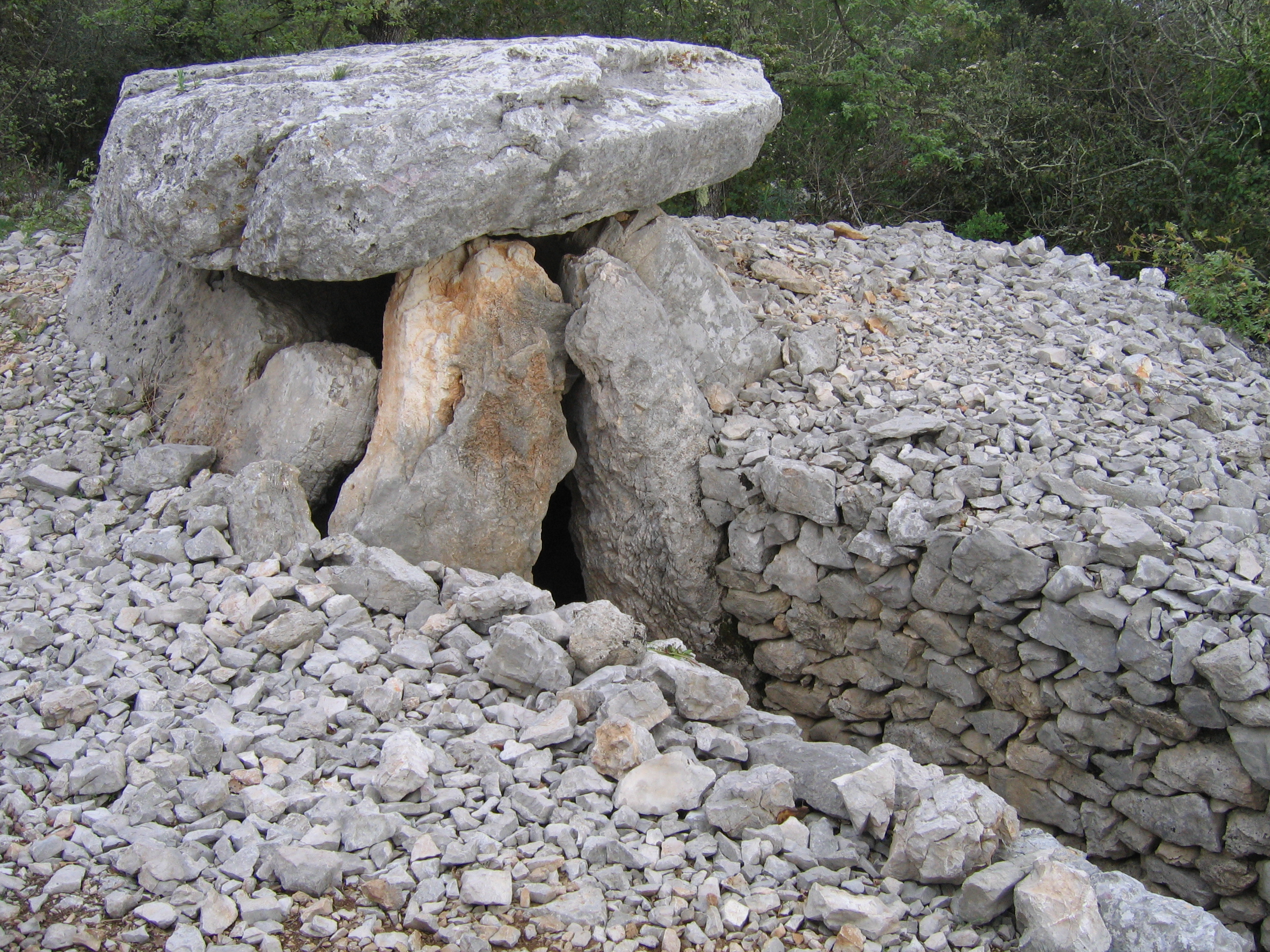
Dolmen von Rascassols

Der Dolmen von Rascassols (auch Galaberte genannt) liegt nördlich von Montpellier im Westen des Départements Gard in Frankreich, in Saint-Hippolyte-du-Fort am Ende einer Stichstraße. Rascassols bedeutet auf Okzitanisch flacher Stein. Dolmen ist in Frankreich der Oberbegriff für Megalithanlagen aller Art (siehe: Französische Nomenklatur).
Der 1990 restaurierte Dolmen ist einer der größten im Gard. Der Cairn, der die Megalithanlage einst bedeckte, ist zum Teil abgetragen. Seine Dimensionen sind aber noch erkennbar. Rascassols verfügt über einen etwa 10,0 Meter langen Gang, der bei der Restaurierung mit Trockenmauerwerk stabilisiert wurde und in eine quadratische Kammer von 2,5 m Seitenlänge führt. Die Deckenplatte misst 2,3 × 2,9 m, und hat eine Dicke von 60 cm. Den Zugang bilden Steine, die so positioniert oder zugearbeitet wurden, dass sie einen dreieckigen Zugang bilden.
- Der Dolmen ist als Monument historique[1]  registriert.